# Abablemma
Abablemma es un género de polillas de la familia Erebidae. El género fue descrito por Nye en 1910.   

## Taxonomía
El género fue clasificado previamente en la subfamilia Acontiinae de la familia Noctuidae.

## Especies
En orden alfabético:
- Abablemma bilineata (Barnes y McDunnough, 1916) Texas
- Abablemma brimleyana (Dyar, 1914) Carolina del Norte
- Abablemma discipuncta (Hampson, 1910) Panamá
- Abablemma duomaculata (Barnes y Benjamin, 1925)
- Abablemma grandimacula (Schaus, 1911) Costa Rica
- Abablemma ulopus (Dyar, 1914) Panamá